# Ommatius conus
Ommatius conus là một loài ruồi trong họ Asilidae. Ommatius conus được Scarbrough miêu tả năm 2002. Loài này phân bố ở vùng Tân nhiệt đới.